# Lucio Norberto Mansilla
Lucio Norberto Mansilla (1er mars 1792, Buenos Aires - 10 avril 1871, Buenos Aires) est un général et homme politique argentin.

## Biographie
Lucio Norberto Mansilla était gouverneur de la province d'Entre Ríos de 1821 à 1824.
Il était le père de l'écrivain et général Lucio Victorio Mansilla (1831-1913).

### Sources
- (es) Cet article est partiellement ou en totalité issu de l’article de Wikipédia en espagnol intitulé « Lucio Norberto Mansilla » (voir la liste des auteurs).